# Moise Jarach
Moise Jarach (Torino, 9 maggio 1846 – Milano, 15 marzo 1922) è stato un banchiere italiano.

## Biografia
Nato da famiglia ebraica di Torino, si trasferì a Milano nel 1869 con il padre Lazzaro e il fratello Alberto. 
La famiglia Jarach arrivò in Piemonte nel corso del XVI secolo, proveniente dalla Provenza, da cui gli ebrei furono espulsi nel 1498 dal re Luigi XII. Il nonno di Moise, Vita Jarach, nacque a Torino nel 1778.
Nel 1869 costituì a Milano all'età di 23 anni con i fratelli Lazzaro Donati e Angelo Donati una società di “cambiavalute e commissionario in banca”, con la denominazione Donati Jarach.
Successivamente entrò nella società il fratello minore Alberto.
La ditta ebbe sede per tutti i trent'anni di attività in via Santa Margherita 5, presso Piazza della Scala, dove avevano il loro ufficio gran parte dei cambiavalute di Milano. Nel 1881 il capitale sociale era di 400 000 lire, pari a 1 milione di euro attuali e Moise ne possedeva il 35%.
La banca superò con successo il difficile biennio 1873-1874 e la crisi bancaria del 1893 diversificando i rischi. Nel 1899 Gustavo e Alberto Weill-Schott, titolari dell'omonima banca, decisero di incorporare la società Donati Jarach nella loro nuova Società Bancaria Milanese, alleandosi con un gruppo di banchieri e industriali milanesi.
Dopo la cessione della ditta, i fratelli Jarach lavorarono nella Società Bancaria Milanese facendo parte dal 1899 al 1901 del consiglio di amministrazione ed essendone azionisti. Lasciarono definitivamente la banca nel 1904 e divennero Consiglieri di Sconto presso la sede milanese della Banca d’Italia e del Banco di Napoli.
Moise Jarach divenne dal 1906 censore della Banca d’Italia, con il compito di sorvegliare il portafoglio titoli che la filiale acquisiva come garanzia di prestiti ai clienti.
Nel 1913 Moise Jarach entrò nel Consiglio di Reggenza della Banca d'Italia accanto a importanti personalità del mondo imprenditoriale milanese, come Emilio Lepetit, Luigi della Torre, Alberto Pirelli, Giorgio Mylius, Giovanni Silvestri.
Moise Jarach fece parte del Consiglio di amministrazione dell'Assicuratrice Italiana, della Società Varesina per le Imprese Elettriche e delle Officine Elettro-Ferroviarie, di cui era stato uno dei fondatori.
Sposò Emma Tedeschi ed ebbe tra i suoi figli l'imprenditore Federico Jarach ed il banchiere Emilio Jarach, fondatore della Banca Jarach con  Lazzaro Donati di Salvatore, nipote di Lazzaro Donati.